# Paul De Rolf
Paul De Rolf (Stati Uniti, 6 dicembre 1942 – Australia, 22 giugno 2017) è stato un attore e ballerino statunitense naturalizzato australiano.
Oltre ai suoi crediti come attore, De Rolf curò la coreografia dei film 1941 - Allarme a Hollywood (1979) di Steven Spielberg e Karate Kid II - La storia continua... (1986), nonché delle serie televisive Petticoat Junction e The Beverly Hillbillies.

## Biografia
De Rolf iniziò la sua carriera come attore bambino. Nel 1955 apparve al fianco di Bob Hope come uno dei sette fratelli in Eravamo sette fratelli. Fu poi scelto come Eleazaro, nipote di Mosè, nel film epico I dieci comandamenti (1956) di Cecil B. DeMille. Si dedicò alla coreografia negli anni'60. Lavorò come coreografo e ballerino per le serie televisive Petticoat Junction e The Beverly Hillbillies.
De Rolf è noto per la creazione della coreografia del film commedia 1941 - Allarme a Hollywood (1979) di Steven Spielberg. e di Karate Kid II - La storia continua... (1986), con Ralph Macchio e Pat Morita.
De Rolf insegnò danza nel suo studio a Los Angeles; i suoi studenti includevano l'attore Tony Danza. Si esibì regolarmente con l'attore e ballerino Donald O'Connor, conosciuto per il musical Cantando sotto la pioggia (1952).
De Rolf morì per la malattia di Alzheimer in Australia il 22 giugno 2017, all'età di 74 anni. Dalla moglie Dorothy, un'istruttrice di danza professionista, ebbe una figlia, Chantal.

## Filmografia
- Eravamo sette fratelli (The Seven Little Foys), regia di Melville Shavelson (1955)
- I dieci comandamenti (The Ten Commandments), regia di Cecil B. DeMille (1956)
- La storia di Buster Keaton (The Buster Keaton Story), regia di Sidney Sheldon (1957)
- Un solo grande amore (Jeanne Eagels), regia di George Sidney (1957)